# Чехлов, Василий Васильевич
Василий Васильевич Чехлов — советский хозяйственный, государственный и политический деятель.

## Биография
Родился в 1909 году на руднике имени Калинина. Член ВКП(б) с 1942 года.
С 1929 года — на хозяйственной, общественной и политической работе. В 1929—1965 гг. — в РККА, старший зоотехник районного земельного отдела, участник Великой Отечественной войны, адъютант стрелкового батальона, помощник начальника штаба 223 гвардейского стрелкового полка 78 гвардейской стрелковой дивизии, гвардии капитан, на партийной работе в Сталинградской области, первый секретарь Арзгирского райкома КПСС, 2-й секретарь Калмыцкого областного комитета КПСС (в августе 1961–1962 годах).
Избирался депутатом Верховного Совета СССР 6-го созыва.
Умер до 1985 года.